# Wattia sessilis
Wattia sessilis är en tvåvingeart som beskrevs av Malloch 1938. Wattia sessilis ingår i släktet Wattia och familjen parasitflugor. Inga underarter finns listade i Catalogue of Life.